# Битва при Ауденарде
Битва при Ауденарде (фр. Bataille d’Audenarde) состоялась 11 июля 1708 года в районе городка Ауденарде в современной Бельгии, и была ключевым сражением Войны за испанское наследство. С одной стороны в ней участвовала армия Франции, с другой — объединённые силы Великобритании, Голландской республики и Священной Римской империи.

## Предпосылки
Великобритания, Нидерланды, Священная Римская империя и другие европейские державы опасались того, что после смерти испанского короля Карла II его преемником станет внук французского короля Филипп, в результате чего Испания и Франция объединятся в одно государство, и потому образовали антифранцузский альянс, начавший Войну за испанское наследство. Командующим союзными силами был Джон Черчилль (1-й герцог Мальборо), чьим заместителем был его близкий друг Евгений Савойский, командовавший армией Священной Римской империи. Командующие же французскими армиями находились в весьма неприязненных отношениях: если Луи Жозеф де Вандом был опытным полководцем, то герцог Бургундский получил в командование армию лишь потому, что являлся внуком короля Людовика XIV.
Армия Мальборо, насчитывавшая около 90 тыс. человек (112 батальонов пехоты и 197 эскадронов кавалерии) находилась к югу от Брюсселя; силы Евгения Савойского были сконцентрированы довольно далеко от неё — в районе Кобленца (в современной Германии). Французская армия, насчитывавшая порядка 100 тыс. человек (130 батальонов пехоты и 216 эскадронов кавалерии) находилась в районе Монса (в современной Бельгии).
В это время между французскими командующими начались разногласия. Вандом желал атаковать Юи, что заставило бы Мальборо перейти к преследованию. Однако окончательно утверждённый (под давлением Людовика XIV) план ставил целью атаку Фландрии. Армия двинулась на восток до деревни Брэн-л'Аллё в 25 км к югу от Брюсселя, в результате чего стала угрожать Лёвену. Чтобы прикрыть оба города, Мальборо поместил свои силы к югу от Лёвена. Однако французская армия свыше месяца простояла на месте без всяких активных действий, что позволило Евгению Савойскому привести вдоль Рейна свой авангард, сильно обогнав остальную армию.
5 июля французы неожиданно двинулись на запад и заняли города Брюгге и Гент. Это сильно деморализовало Мальборо, и он не находил себе места до подхода Евгения Савойского и его армии. Тем временем французская армия вытянулась вдоль реки Шельда по всей её длине от французской границы до Гента. В руках англичан оставалась лишь крепость Ауденарде. Если бы французы взяли её, то они бы отрезали Мальборо путь к побережью и перерезали бы его сообщение с Англией. Мальборо заметил эту угрозу, и правильно предположил способ, которым французы попытаются её реализовать: они пойдут по восточному (ближайшему к Мальборо) берегу Шельды, тем временем оставив сильное прикрытие между противостоящими армиями.
8 июля французская армия выступила к городу Лессен. Однако Мальборо совершил один из самых удивительных форсированных маршей в истории и занял город 10 июля. Это вынудило французских командующих попытаться просто перейти Шельду и занять Ауденарде с другой стороны. Мальборо вновь выступил форсированным маршем, однако на этот раз он отправил 11 тыс. человек под командованием генерал-квартирмейстера Уильяма Кэдогана занять основное место переправы. Силы Кэдогана построили 5 дополнительных понтонных мостов, и стотысячная армия Мальборо пересекла реку прежде, чем в 9 утра французские фуражиры обнаружили её присутствие.

## Ход сражения

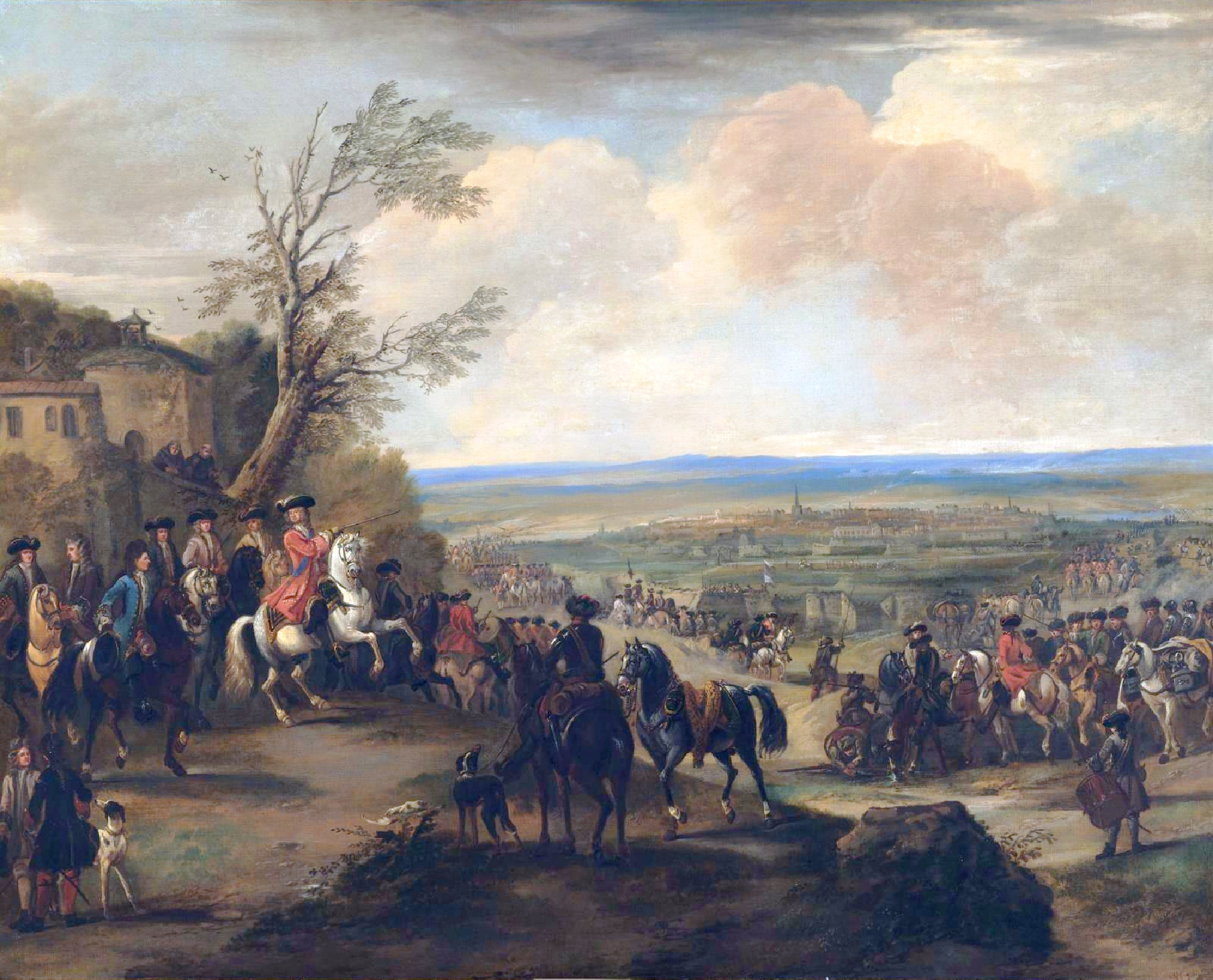
Художник Джон Вуттон. Командующий союзными силами Джон Черчилль (1-й герцог Мальборо) на поле битвы при Ауденарде. 1708 г.

Кэрдоган приказал драгунам под командованием датского генерала Йоргена Рантсау взять «языков» у французов. Часть французов сумела избежать плена и предупредила Шарля-Армана де Гонто-Бирона, командовавшего французским авангардом, о присутствии войск Союзников на западном берегу реки. Когда де Бирон прибыл на место, то он был неприятно поражён количеством союзной кавалерии, уже пересёкшим реку, а также приближающейся союзной пехотой. Несмотря на приказ герцога Вандома атаковать, он колебался, видя линию из 20 батальонов с приданными частями (включая четыре батальона, оставленных для охраны понтонных мостов). Силы самого де Бирона состояли из 7 батальонов пехоты и 20 эскадронов кавалерии. Он получил разумный совет по поводу того, что кавалерии не стоит вязнуть в болотистой местности, и потому не стал приближаться к противнику. Тем временем 20 эскадронов прусской кавалерии Евгения Савойского пересекли реку и заняли критически важные позиции.
Пока войска де Бирона маневрировали, прибыла первая английская пехотная бригада под командованием неопытного, но одарённого Джона Кэмпбелла. Кэдоган от имени герцога Мальборо атаковал 7 батальонов де Бирона (состоявших в основном из швейцарских наёмников) своими войсками (в основном кавалерией). Изолированные швейцарцы были немедленно оттеснены, и силы союзников громили де Бирона, пока не встретились с массами французской кавалерии, после чего были вынуждены отступить под давлением численно превосходящего противника. Эти действия совершили кавалеристы Йоргена Рантсау, среди которых сражался будущий английский король Георг II.
В этот момент герцог Бургундский совершил критическую ошибку, решив атаковать (несмотря на протесты герцога Вандома). Правое крыло французов начало атаку позиции союзников возле Эйне (сейчас это часть города Ауденарде), в то время как их левое крыло по неизвестной причине осталось стоять возле Хэйссе (в современной коммуне Зингем). Тем временем левое крыло союзников занимало очень сильную позицию, а правый фланг пехоты Кэдогана прикрывало 28 эскадронов кавалерии.
Герцог Бургундский приказал атаковать, и под удар французской атаки попала прусская кавалерия, во главе которой стоял Дубислав Гнеомар фон Натцмер. Несмотря на ожесточённую схватку, атака захлебнулась. Видя это, герцог Вандом принял весьма сомнительное решение: он лично повёл в атаку 20 полков, увязнув в рукопашной схватке на эспонтонах. Таким образом, один из французских командующих (герцог Бургундский) находился в штаб-квартире, не видя поля сражения, в то время как другой (герцог Вандом) сражался лично, также не имея возможности осуществлять общее командование.
Большинство историков соглашаются с тем, что слабый правый фланг союзников был бы уничтожен, если бы левое крыло французов перешло в атаку. Герцог Вандом осознал это и запросил у герцога Бургундского разрешения атаковать левым крылом. Герцог Бургундский послал отрицательный ответ, однако гонец не смог доставить донесения. Таким образом, ситуация ухудшилась, ибо герцог Вандом был уверен, что его истекающие кровью сражающиеся войска будут вот-вот поддержаны атакой с другой стороны. Его войска удлиняли линию, угрожая охватить фланг Союзников. Союзники также пытались удлинить свою линию за счёт подходящих войск, но делали это недостаточно быстро, чтобы предотвратить французскую угрозу.

## Фланговый манёвр союзников
Мальборо перевёл свою штаб-квартиру на левый фланг, оставив Евгению Савойскому командование правым флангом (который продолжал наблюдение за левым крылом французов). Здесь Мальборо принял гениальное решение: он поместил на левый фланг 18 свежеподошедших гессенских и ганноверских батальонов, а 20 прусских батальонов отвёл в тыл для пополнения боеприпасов. Эти дисциплинированные войска, перестроившись, были направлены под командованием генерала Карла фон Лоттума на правый фланг, на помощь Евгению Савойскому и Кэдогану. Таким образом, на критический левый фланг поступили свежие силы, а правый фланг был усилен отдохнувшими войсками.
После этого Мальборо стал разрабатывать план двойного охвата. У него в запасе была ещё целая голландская армия Хендрика ван Нассау-Оверкирка, которая не смогла перебраться через забитые понтонные мосты и была вынуждена использовать каменный мост в городе, что замедлило её прибытие на час. Мальборо стал действовать по новому плану, приказав Евгению Савойскому организовать кавалерийскую атаку. Кавалеристы пробились до штаб-квартиры герцога Бургундского, но оттуда были с тяжелыми потерями вытеснены обратно верховыми французскими гвардейцами «Мезон дю Руа» (фр. Maison du Roi — букв, «дом короля», «личная» армия короля).
Около 20.30 войска Оверкирка, которые наконец подошли, охватили правый фланг французов. В сочетании с атакой Мальборо и Евгения Савойского это привело к разгрому и пленению значительной части французских сил. Если бы Оверкирк успел раньше, разгром французов был бы полным.

## Результаты
Французская армия отступила в Гент, где её командующие полностью перессорились. Можно сказать, что от полного уничтожения её спасли темнота и слабая пропускная способность понтонных мостов. 
В сражении французы потеряли 15 тысяч человек (из них 8000 пленными) и 25 пушек; потери союзников составили менее 3 тысяч человек (в «ЭСБЕ» говорится, что «Французы потеряли в этом бою, вместе с пленными, около 12000 т. чел., союзники — около 5000 чел.»).